# Pulvinaria ixorae
Pulvinaria ixorae är en insektsart som beskrevs av Green 1909. Pulvinaria ixorae ingår i släktet Pulvinaria och familjen skålsköldlöss. Inga underarter finns listade i Catalogue of Life.